# Каза Балугани (Модена)
Каза Балугани је насеље у Италији у округу Модена, региону Емилија-Ромања.
Према процени из 2011. у насељу је живело 38 становника. Насеље се налази на надморској висини од 69 м.